# Туркменбашы (залив)
Туркменбашы (туркм. Türkmenbaşy aýlagy; до 1997 года — Красново́дский зали́в) — залив в восточной части Каспийского моря, у берегов Туркменистана.
Отделён от моря Красноводской и Северной Челекенской косами. Длина залива — 46 км, ширина у входа — 18 км, глубина достигает 6 метров. Берега сильно изрезаны, окаймлены на большей части протяжения осушкой. Имеется множество мелких бухт. Солёность составляет 13—16 ‰.
На северном берегу залива расположен город и порт Туркменбашы.
С востока в залив вдаётся полуостров Дарджа, отделяющий к северу Балханский залив, к югу — Северный Челекенский залив.